# Новокальчевська сільська рада
Новокальчевська об'єднана територіальна громада — орган місцевого самоврядування Новокальчевської територіальної громади в Березівському районі Одеської області.

## Населення
Згідно з переписом 1989 року населення села становило 2888 осіб, з яких 1372 чоловіки та 1516 жінок.
За переписом населення 2001 року в селі мешкало 1276 осіб.

### Мова
Розподіл населення за рідною мовою за даними перепису 2001 року:
| Мова       | Відсоток |
| ---------- | -------- |
| українська | 93,57 %  |
| російська  | 3,06 %   |
| молдовська | 2,19 %   |
| гагаузька  | 0,55 %   |
| білоруська | 0,24 %   |
| болгарська | 0,16 %   |
| єврейська  | 0,08 %   |

## Склад ради
Рада складається з 17 депутатів та голови.
- Голова ради: Тимчук Валентина Федорівна
- Секретар ради: Онищенко Тетяна Вікторівна

### Керівний склад попередніх скликань
| Прізвище, ім'я, по батькові | Основні відомості                                                                                  | Дата обрання | Дата звільнення |
| --------------------------- | -------------------------------------------------------------------------------------------------- | ------------ | --------------- |
| Іскра Катерина Никифорівна  | Сільський голова, 1953 року народження, член Народної партії                                       | 26.03.2006   | 31.10.2010      |
| Тимчук Валентина Федорівна  | Сільський голова, 1963 року народження, освіта вища, член Всеукраїнського об'єднання «Батьківщина» | 31.10.2010   |                 |

Примітка: таблиця складена за даними сайту Верховної Ради України

### Депутати
За результатами місцевих виборів 2010 року депутатами ради стали:

#### За суб'єктами висування
| Суб'єкт висування | Кількість обраних депутатів | %    |
| ----------------- | --------------------------- | ---- |
| Самовисування     | 9                           | 52,9 |
| Партія регіонів   | 8                           | 47,1 |

#### За округами
| № округу        | Прізвище, ім'я, по батькові       | Дата визнання обраним | Освіта             | Партійна приналежність | Відомості про обраного депутата                             |
| --------------- | --------------------------------- | --------------------- | ------------------ | ---------------------- | ----------------------------------------------------------- |
| Партія регіонів |                                   |                       |                    |                        |                                                             |
| 1               | Кучвара Ірина Рубинівна           | 04.11.2010            | середня            | член Партії регіонів   | магазин «Промтовари», продавець                             |
| 3               | Суха Валентина В'ячеславівна      | 04.11.2010            | середня спеціальна | член Партії регіонів   | Червоноармійська сільська рада, головний бухгалтер          |
| 6               | Березніченко Людмила Вячеславівна | 04.11.2010            | вища               | член Партії регіонів   | Червоноармійський дошкільний навчальний заклад, завідувачка |
| 11              | Поповська Любов Іванівна          | 04.11.2010            | середня            | член Партії регіонів   | пенсіонер                                                   |
| 13              | Саварін Ярослав Ярославович       | 04.11.2010            | середня            | член Партії регіонів   | , агент-збиральник молока                                   |
| 14              | Дудковський Віталій Казимирович   | 04.11.2010            | середня спеціальна | член Партії регіонів   | тимчасово не працює                                         |
| 15              | Короткова Людмила Іванівна        | 04.11.2010            | вища               | член Партії регіонів   | Семихатська загальноосвітня школа, директор                 |
| 17              | Гречаний Руслан Олексійович       | 04.11.2010            | вища               | член Партії регіонів   | тимчасово не працює                                         |
| Самовисування   |                                   |                       |                    |                        |                                                             |
| 2               | Левицька Домнікія Іванівна        | 04.11.2010            | вища               | позапартійна           | тимчасово не працює                                         |
| 4               | Сазанська Валентина Федорівна     | 04.11.2010            | вища               | позапартійна           | Червоноармійська загальноосвітня школа, вчитель             |
| 5               | Дорогань Ольга Володимирівна      | 04.11.2010            | вища               | позапартійна           | Червоноармійська загальноосвітня школа, вчитель             |
| 7               | Онищенко Тетяна Вікторівна        | 04.11.2010            | вища               | позапартійна           | Червоноармійська сільська рада, секретар                    |
| 8               | Ситинська Тетяна Вікторівна       | 04.11.2010            | вища               | позапартійна           | тимчасово не працює                                         |
| 9               | Сензюк Ірина Анатоліївна          | 04.11.2010            | вища               | позапартійна           | Червоноармійська загальноосвітня школа, вчитель             |
| 10              | Танасієнко Людмила Вікторівна     | 04.11.2010            | середня            | позапартійна           | Червоноармійська сільська бібліотека, бібліотекар           |
| 12              | Дудковський Валентин Казимирович  | 04.11.2010            | середня            | позапартійний          | тимчасово не працює                                         |
| 16              | Гречана Валентина Іванівна        | 04.11.2010            | середня спеціальна | позапартійна           | фельдшерсько-акушерський пункт с. Улянівка, завідувачка     |